# Pastelería Escribà

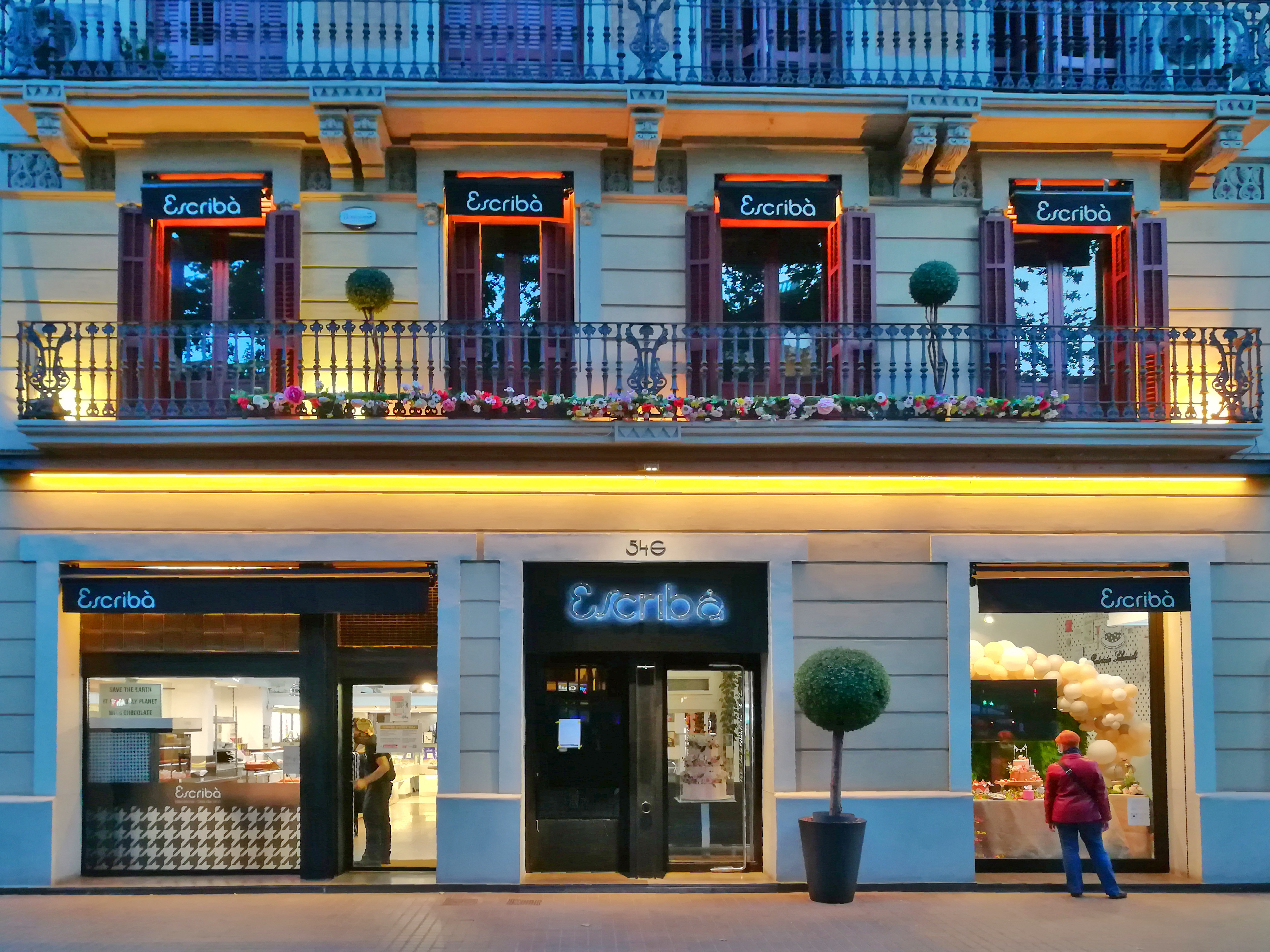
Pastelería Escribà.

La pastelería Escribá o «Pastissería Escribà» es un local de repostería histórico de la ciudad de Barcelona (España). Fue fundada el 25 de julio de 1906, cuando Mateu Serra i Carbonell (1876-1945) abrió el “Forn Serra”, una panadería en el número 546 de la Gran Vía de Barcelona.
La Exposición Universal de Barcelona de 1929 motivó a la contratación de un pastelero (Antoni Escribà i Cases, 1917-1987), que luego se casaría con Pepita Serra, dando inicio en 1933 a la segunda generación y al cambio de nombre del local. Tras la muerte de sus dos hermanas mayores, el tercer hijo de este matrimonio, Antoni Escribà Serra (1930-2004), continuó con el negocio y en 1955 viajó a París para trabajar como aprendiz del pastelero Étienne Tholoniat, con cuya hija Jocelyne se casaría más tarde. En 1986 los Escribà compraron la Casa Figueras en la  Rambla de Barcelona para abrir la primera filial de su pastelería, con Christian Escribà como encargado.

## Especialidades
- «Pastissets de Tortosa»: de elaboración diaria desde 1906, es actualmente el dulce más antiguo que puede ser degustado en Escribà.
- Turrón de yema quemada.
- Roscón de mazapán: en 1957, Antoni Escribà hijo introdujo las coronas de cartulina en España, después de haberlas visto en Francia en uno de sus viajes.
- «Pan de montaña»: de elaboración diaria con 4 tipos de harina y masa madre.
- «Cremadet»: especialidad de la pastelería Pomar de Mallorca cuya fórmula fue cedida a los Escribà en 1976.
- Cruasán: los primeros cruasanes elaborados con mantequilla de España fueron realizados por Antoni Escribà en 1961.[cita requerida]